# Ordeal by Innocence (minissérie)
Ordeal by Innocence é uma série de televisão de drama da BBC com três episódios que foi transmitido pela primeira vez em abril de 2018. A série é baseado no romance de mesmo nome de Agatha Christie e é a terceira versão filmada em inglês a ser transmitida. O drama é estrelado por Morven Christie, Bill Nighy, Anna Chancellor, Alice Eve, Eleanor Tomlinson, entre outros.
O programa foi originalmente destinado a ser transmitido como parte da programação de Natal da BBC, mas foi retido devido ao membro do elenco original Ed Westwick ser acusado de agressão sexual. Mais tarde, suas cenas foram filmadas com Christian Cooke tomando seu lugar.
A série atraiu críticas positivas, apesar de alguma reação das mudanças feitas na trama. A direção e o estilo receberam elogios particulares. A série foi lançada em DVD pela Universal Pictures UK em 11 de março de 2019.